# Studio Collection (Linkin Park)
Studio Collection è la terza raccolta del gruppo musicale statunitense Linkin Park, pubblicata il 15 gennaio 2013 dalla Warner Bros. Records.

## Descrizione
Pubblicato esclusivamente sull'iTunes Store, si tratta di un box set digitale contenente i primi cinque album in studio pubblicati dal gruppo (Hybrid Theory, Meteora, Minutes to Midnight, A Thousand Suns e Living Things) con l'aggiunta dell'album di remix Reanimation. I brani sono stati tutti rimasterizzati appositamente per questa pubblicazione.

## Tracce
Testi e musiche dei Linkin Park, eccetto dove indicato.

### Hybrid Theory
1. Papercut – 3:04
2. One Step Closer – 2:35
3. With You – 3:23 (Linkin Park, The Dust Brothers)
4. Points of Authority – 3:20
5. Crawling – 3:29
6. Runaway – 3:03 (Linkin Park, Mark Wakefield)
7. By Myself – 3:09
8. In the End – 3:36
9. A Place for My Head – 3:04 (Linkin Park, Mark Wakefield)
10. Forgotten – 3:14 (Linkin Park, Mark Wakefield)
11. Cure for the Itch – 2:37
12. Pushing Me Away – 3:11

### Meteora
1. Foreword – 0:13
2. Don't Stay – 3:08
3. Somewhere I Belong – 3:34
4. Lying from You – 2:55
5. Hit the Floor – 2:44
6. Easier to Run – 3:24
7. Faint – 2:42
8. Figure.09 – 3:17
9. Breaking the Habit – 3:16
10. From the Inside – 2:55
11. Nobody's Listening – 2:59
12. Session – 2:24
13. Numb – 3:07

### Reanimation
1. Opening – 1:07
2. Pts.of.Athrty – 3:45
3. Enth E Nd – 3:59
4. [Chali] – 0:23
5. Frgt/10 – 3:32 (Linkin Park, Mark Wakefield)
6. P5hng Me A*wy – 4:37
7. Plc.4 Mie HÆd – 4:20 (Linkin Park, Mark Wakefield)
8. X-Ecutioner Style – 1:49
9. H! Vltg3 – 3:30 (Linkin Park, Derek Murphy, Lorenzo Dechalus, Maxwell Dixon)
10. [Riff Raff] – 0:21
11. Wth>You – 4:12
12. Ntr\Mssion – 0:29
13. Ppr:Kut – 3:26
14. Rnw@y – 3:13 (Linkin Park, Mark Wakefield)
15. My<Dsmbr – 4:17
16. [Stef] – 0:10
17. By_Myslf – 3:42
18. Kyur4 th Ich – 2:32
19. 1stp Klosr – 5:46
20. Krwlng – 5:40

### Minutes to Midnight
1. Wake – 1:40
2. Given Up – 3:09
3. Leave Out All the Rest – 3:29
4. Bleed It Out – 2:44
5. Shadow of the Day – 4:49
6. What I've Done – 3:25
7. Hands Held High – 3:53
8. No More Sorrow – 3:41
9. Valentine's Day – 3:16
10. In Between – 3:16
11. In Pieces – 3:37
12. The Little Things Give You Away – 6:23

### A Thousand Suns
1. The Requiem – 2:01
2. The Radiance – 0:57
3. Burning in the Skies – 4:13
4. Empty Spaces – 0:18
5. When They Come for Me – 4:53
6. Robot Boy – 4:38
7. Jornada del Muerto – 1:34
8. Waiting for the End – 3:51
9. Blackout – 4:39
10. Wretches and Kings – 4:10
11. Wisdom, Justice, and Love – 1:38 (Linkin Park, Martin Luther King Jr.)
12. Iridescent – 4:56
13. Fallout – 1:23
14. The Catalyst – 5:39
15. The Messenger – 3:01

### Living Things
1. Lost in the Echo – 3:25
2. In My Remains – 3:20
3. Burn It Down – 3:50
4. Lies Greed Misery – 2:26
5. I'll Be Gone – 3:31
6. Castle of Glass – 3:25
7. Victimized – 1:46
8. Roads Untraveled – 3:49
9. Skin to Bone – 2:48
10. Until It Breaks – 3:43
11. Tinfoil – 1:11
12. Powerless – 3:44

## Formazione
Hanno partecipato alle registrazioni, secondo le note di copertina di Hybrid Theory, Reanimation, Meteora, Minutes to Midnight, A Thousand Suns e Living Things:

### Gruppo
- Chester Bennington – voce, percussioni (A Thousand Suns: tracce 5 e 9)
- Rob Bourdon – batteria, cori
- Brad Delson – chitarra (eccetto A Thousand Suns e Living Things), basso (Hybrid Theory e Reanimation), tastiera e programmazione (A Thousand Suns e Living Things), cori, arrangiamento strumenti ad arco (Minutes to Midnight: 3, 5, 7 e 12), chitarra acustica (A Thousand Suns: traccia 15), voce aggiuntiva (Living Things: traccia 10)
- Joe Hahn – giradischi, campionatore, cori, scratch (Reanimation: traccia 5), reinterpretazione (Reanimation: tracce 11 e 18)
- Phoenix – basso (eccetto Hybrid Theory e Reanimation: tracce 1-16 e 18-20), cori, violino e violoncello (Reanimation: tracce 1 e 20)
- Mike Shinoda – rapping, voce, chitarra, pianoforte, tastiera, sintetizzatore, campionatore; reinterpretazione (Reanimation: tracce 6 e 20), arrangiamento strumenti ad arco (Meteora: tracce 7 e 9, Minutes to Midnight: 3, 5, 7 e 12), strumenti ad arco e corno (Living Things: traccia 6)

### Altri musicisti
- Ian Hornbeck – basso in Papercut, A Place for My Head, Forgotten
- Scott Koziol – basso in One Step Closer
- The Dust Brothers – beat aggiuntivi in With You
- David Zassloff – shakuhachi in Nobody's Listening
- Czeslaw "NoBraiN" Sakowski – programmazione aggiuntiva nel finale di When They Come for Me
- Owen Pallett – strumenti ad arco in I'll Be Gone

Reanimation
- Jay Gordon – riarrangiamento di Pts.of.Athrty
- KutMasta Kurt – riarrangiamento di Enth E Nd
- Motion Man – rapping aggiuntivo in Enth E Nd
- Alchemist – riarrangiamento di Frgt/10
- Chali 2na – rapping aggiuntivo in Frgt/10
- Stephen Richards – voce aggiuntiva in P5hng Me A*wy
- Amp Live – riarrangiamento di Plc.4 Mie HÆd
- Zion I – rapping aggiuntivo in Plc.4 Mie HÆd
- Sean Cane – riarrangiamento di elementi di One Step Closer e di Forgotten per X-Ecutioner Style
- Roc Raida – riarrangiamento di elementi di One Step Closer e di Forgotten per X-Ecutioner Style
- Black Thought – rapping in X-Ecutioner Style
- Evidence – riarrangiamento di H! Vltg3
- Pharoahe Monch – rapping aggiuntivo in H! Vltg3
- DJ Babu – giradischi in H! Vltg3
- Aceyalone – rapping aggiuntivo in Wth>You
- Cheapshot & Jubacca – riarrangiamento di Ppr:Kut
- Rasco & Planet Asia – rapping aggiuntivo in Ppr:Kut
- Backyard Bangers – riarrangiamento di Rnw@y
- Phoenix Orion – rapping aggiuntivo in Rnw@y
- Mickey Petralia – pianoforte e riarrangiamento di My<Dsmbr; produzione aggiuntiva in Rnw@y
- Greg Kurstin – pianoforte in My<Dsmbr
- Kelli Ali – voce aggiuntiva in My<Dsmbr
- Josh Abraham – riarrangiamento di By_Myslf
- Stephen Carpenter – chitarra aggiuntiva in By_Myslf
- The Humble Brothers – riarrangiamento di 1stp Klosr
- Jonathan Davis – voce aggiuntiva in 1stp Klosr
- Aaron Lewis – voce aggiuntiva in Krwlng

### Orchestra
Meteora
- David Campbell – arrangiamento strumenti ad arco
- Joel Derouin, Charlie Bisharat, Alyssa Park, Sara Parkins, Michelle Richards, Mark Robertson – violino
- Evan Wilson, Bob Becker – viola
- Larry Corbett, Dan Smith – violoncello

Minutes to Midnight
- David Campbell – arrangiamento strumenti ad arco, direzione
- Charles Bisharat, Mario de Leon, Armen Garabedian, Julian Hallmark, Gerry Hilera, Songa Lee-Kitto, Natalie Leggett, Josefina Vergara, Sara Parkins – violino
- Matt Funes, Andrew Picken – viola
- Larry Corbett, Suzie Katayama – violoncello
- Oscar Hidalgo – contrabbasso